# Federazione di rugby a 15 della Malaysia
La Federazione di rugby a 15 della Malaysia (in inglese Malaysia Rugby Union, in malese Kesatuan Ragbi Malaysia) è l'organo che governa il Rugby a 15 nella Malaysia.
Affiliata all'International Rugby Board, è inclusa fra le nazionali di terzo livello senza esperienze di Coppa del Mondo.